# بخش بهمن
بخش بهمن در شهرستان ابرکوه و بزرگترین و پرجمعیت ترین بخش و در عین حال یکی از محرومترین بخش های  استان یزد است. و جمعیت بیش از شهرستان مروست دارد.
منبع:فهرست بخش‌های استان یزد

## تقسیمات کشوری
- بخش بهمن
  - دهستان اسفندار
  - دهستان مهرآباد

شهر: مهردشت

## جمعیت
بنابر سرشماری مرکز آمار ایران، جمعیت بخش بهمن شهرستان ابرکوه در سال ۱۳۹۵ برابر با ۲۴,۱۹۶ نفر بوده‌است.